# Codex Ephraemi Rescriptus

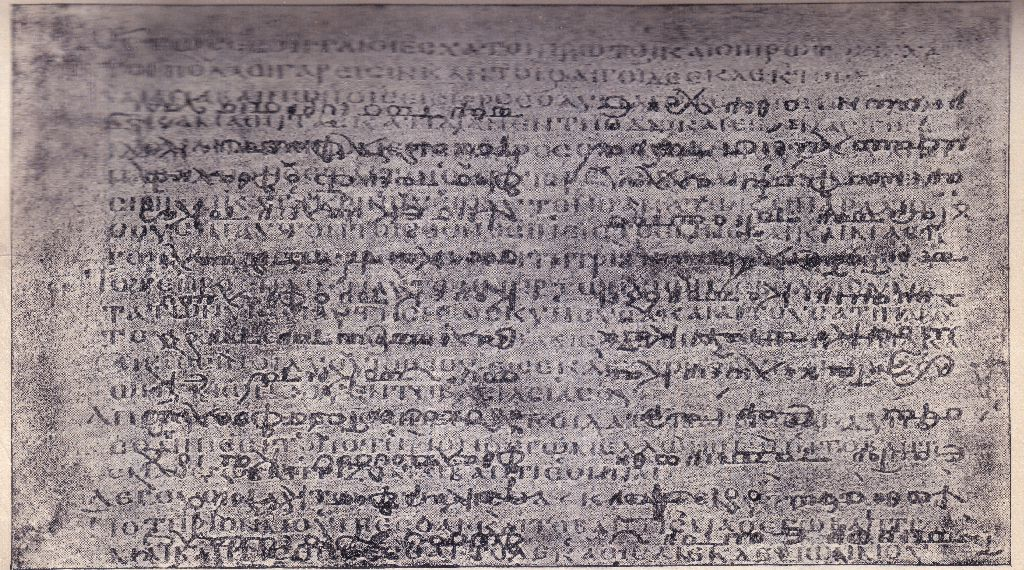
Codex Ephraemi

Codex Ephraemi Rescriptus (Gregory-Aland no. C sau 04) este un manuscris în limba greacă al Bibliei  datând de la începutul secolului al V-lea. Acest manuscris nu cuprinde pilda cu femeia prinsă în preacurvie din Evanghelia după Ioan (7,53-8,11).
Manuscrisul cuprinde 209 foi cu dimensiunea 33×27 cm.
În prezent se găsește la Bibliothèque Nationale de France (Gr. 9) din Paris.